# August Johann Georg Karl Batsch
August Johann Georg Karl Batsch (Jena, Turíngia, 28 de outubro de  1761 – Jena, 29 de setembro de 1802) foi um naturalista alemão.

## Biografia
Apaixonou-se desde jovem pela história natural e particularmente pela botânica.
Fez seus estudos na Universidade de Jena e obteve seu doutorado em  1781. Em 1786 obteve o título de doutor em medicina e, no mesmo ano, começou a lecionar história natural. No ano seguinte ensinou medicina e, em 1792, filosofia.
Em 1790,  fundou o Jardim botânico de Jena e fundou a  "Naturforschende Gesellschaft". Orientou também  Johann Wolfgang von Goethe (1749-1832) nas suas pesquisas em botânica.
É o autor de uma importante obra sobre os fungos,  "Elenchus gungorum…" (1783-1789) e um sobre vegetais ,  "Versuch einer Anleitung zur Kenntniss und Geschichte der Pflanzen* (1787-1788).

## Espécies descritas
- Bisporella citrina (Batsch: Fries) Carpenter & Korf
- Calocera cornea (Batsch: Fries) Fries
- Calvatia gigantea (Batsch: Persoon) Lloyd
- Cyathus olla (Batsch) Persoon
- Cystoderma granulosum (Batsch: Fries) Fayod
- Hydnellum scrobiculatum var. zonatum (Batsch: Fries) K. A. Harrison
- Langermania gigantea (Batsch: Persoon) Rostkovius
- Metatrichia vesparium (Batsch) Nannenga-Bremekamp
- Panellus violaceofulvus (Batsch: Fries) Singer
- Paxillus atrotomentosus (Batsch: Fries) Fries
- Paxillus involutus (Batsch: Fries) Fries
- Resupinatus applicatus (Batsch: Fries) S. F. Gray
- Tubifera ferruginosa (Batsch) J. F. Gmelin

## Obras

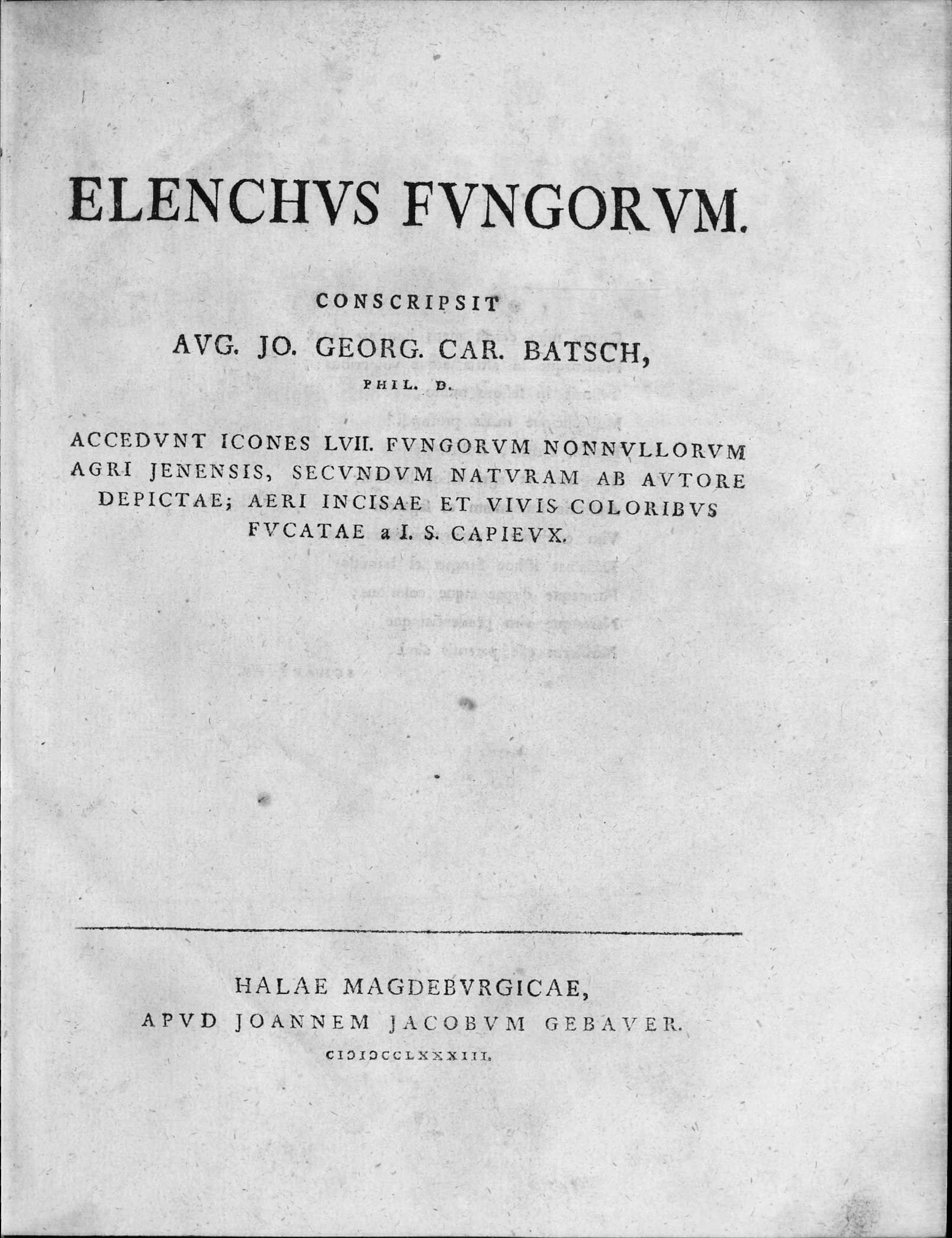
Elenchus fungorum, 1783

- (1783-1789) Elenchus Fungorum (Obra sobre fungos)
- (1787-1788) Versuch einer Anleitung zur Kenntniss und Geschichte der Pflanzen

## Homenagens
Joseph Cölestus Mutis nomeou em sua honra o gênero botânico Batschia da família Fabaceae.